# Ibn Abi l-Dam
Xihab-ad-Din Ibrahim ibn Abd-Al·lah al-Hamawí, conegut com a Ibn Abi-d-Dam, fou un historiador i jurista nascut a Hamat el 1187 i que va estudiar a Bagdad i va ensenyar a Hamat, Alep i el Caire.
Va escriure un història des del temps del profeta Mahoma i una vida del sultà Màlik al-Mudhàffar (Tarikh al-Mudhàffar); la darrera s'ha perdut. També va escriure algun tractats jurídics. Va morir el 12 de novembre de 1244.